# Zied Derbali
Zied Derbali, né le 11 octobre 1984 à Jilma, est un footballeur tunisien. Cousin de Sameh Derbali, il évolue au poste de défenseur central.

## Carrière
Le 28 janvier 2011, il est prêté à la Jeunesse sportive kairouanaise. Le 12 août, il signe en faveur de l'Union sportive monastirienne.
Le 1er octobre 2009, il reçoit sa première convocation pour jouer au sein de l'équipe de Tunisie.

## Palmarès
- Vainqueur de la coupe de la confédération : 2013
- Vainqueur de la Ligue des champions arabes : 2009
- Vainqueur de la coupe nord-africaine des vainqueurs de coupe : 2009
- Vainqueur du championnat de Tunisie : 2009, 2010
- Vainqueur de la coupe de Tunisie : 2008
- Finaliste de la Ligue des champions de la CAF : 2010